# بخش سری مکتسر صاحب
بخش سری مکتسر صاحب (به انگلیسی: Sri Muktsar Sahib district) یک بخش در هند است که در پنجاب واقع شده‌است. بخش سری مکتسر صاحب ۲٬۶۱۵ کیلومتر مربع مساحت و ۹۰۲٬۷۰۲ نفر جمعیت دارد و ۱۸۴ متر بالاتر از سطح دریا واقع شده‌است.